# Aeolus (Software)
Aeolus ist eine freie Software zur Simulation einer Pfeifenorgel. Es benutzt keine Samples, sondern erstellt den Klang synthetisch.
Anhand von mathematischen Rechenmodellen simuliert es das natürliche Verhalten einer Pfeifenorgel. Es ist unter der GPL als freie Software veröffentlicht worden und läuft unter Linux. Für die Klangausgabe verwendet Aeolus den freien Soundserver JACK.
Aeolus verbraucht durch den Verzicht auf Sampling wenig Systemressourcen und läuft bereits auf einem 1-GHz-Rechner mit 256 MByte RAM.

## Disposition
Die Disposition ab der Version 0.6.6 ist folgende:
| I Manual  |        |
| Principal | 8′     |
| Principal | 4′     |
| Octave    | 2′     |
| Octave    | 1′     |
| Quint     | 5 1⁄3′ |
| Quint     | 2 ⁄3′  |
| Tibia     | 8′     |
| Celesta   | 8′     |
| Flöte     | 8′     |
| Flöte     | 4′     |
| Flöte     | 2′     |
| Cymbel VI |        |
| Mixtur    |        |
| Trumpet   |        |

| II Manual      |        |
| Rohrflöte      | 8′     |
| Harmonic Flute | 8′     |
| Flauto Dolce   | 4′     |
| Nasard         | 2 ⁄3′  |
| Ottavina       | 2′     |
| Tertia         | 1 3⁄5′ |
| Sesquialtera   |        |
| Septime        |        |
| None           |        |
| Krumhorn       |        |
| Melodia        |        |
|                |        |
| Tremulant      |        |

| III Manual  |       |
| Principal   | 8′    |
| Gemshorn    | 8′    |
| Quintadena  | 8′    |
| Suabile     | 8′    |
| Rohrflöte   | 4′    |
| Dulzflöte   | 4′    |
| Quintflöte  | 2 ⁄3′ |
| Superoktave | 2′    |
| Sifflet     | 1′    |
| Cymbel VI   |       |
| Oboe        |       |
|             |       |
| Tremulant   |       |

| Pedal     |        |
| Subbass   | 16′    |
| Principal | 16′    |
| Principal | 8′     |
| Principal | 4′     |
| Octave    | 2′     |
| Octave    | 1′     |
| Quint     | 5 1⁄3′ |
| Quint     | 2 ⁄3′  |
| Mixtur    |        |
| Fagott    | 16′    |
| Trombone  | 16′    |
| Bombarde  | 32′    |
| Trumpet   |        |

- Koppeln: Standardkoppeln.

## Stimmungen
Aeolus unterstützt folgende Stimmungen:
- Pythagoreische Stimmung
- Mitteltönige Stimmung
- Werckmeister-III-Stimmung
- Kirnberger-III-Stimmung
- Wohltemperierte Stimmung
- Gleichstufige Stimmung
- Vogel/Ahrend-Stimmung
- Vallotti-Stimmung
- Kellner-Stimmung
- Lehmenn-Stimmung
- Reine C/F/G-Stimmung

Kammerton a1 = 400–480 Hz

## Versionen
| Version                                                                                        | Veröffentlichung | Anmerkungen |
| ---------------------------------------------------------------------------------------------- | ---------------- | --- |
| 0.6.6                                                                                          | 2006             | Die Version wurde fast vollständig neu programmiert und 2006 auf der Linux Audio Conference im Zentrum für Kunst und Medientechnologie vorgestellt. Unter anderem wurden das Abstraktionsmodell und die Benutzeroberfläche verbessert. |
| ym-0.7.0                                                                                       | 2008             | Verwendet neue Hall-Algorithmen von York Minster. |
| 0.8.0                                                                                          | 2008             | |
| 0.8.1                                                                                          | 2008             | |
| 0.8.2                                                                                          | 29. Jan. 2008    | Ermöglicht die Steuerung der Register über MIDI. Läuft unter OS X. |
| 0.8.4                                                                                          | 14. März 2010    | Neue Stimmungen. |
| 0.9.0                                                                                          | 30. Juni 2013    | Lizenzwechsel zur GNU GPL 3 |
| 0.9.7                                                                                          | 25. Aug. 2018    | |
| 0.9.8                                                                                          | 7. Okt. 2019     | |
| 0.9.9                                                                                          | 18. Juni 2020    | Fehlerbehebungen |
| 0.10.1                                                                                         | 4. Mai 2022      | Fehlerbehebungen, Stabilität verbessert und weitere Optimierungen. Hold und Sustain wurde entfernt und einige Parameter werden nun in den *.ae1 Dateien gespeichert.                                                                   |
| 0.10.4                                                                                         | 4. Mai 2022      | Fehlerbehebungen (Parameter für Tremulanten funktionieren wieder) |
| Legende:Ältere Version; nicht mehr unterstütztÄltere Version; noch unterstütztAktuelle Version |                  | |